# Tang Kwok Cheung
Tang Kwok Cheung (* 20. April 1965) ist ein ehemaliger Rennsportkanute aus Hongkong, der zweimal an Olympischen Sommerspielen teilnahm.
Erstmals wurde Tang für die Olympischen Spiele 1984 in Los Angeles nominiert, bei denen er in zwei Rennen der Kanu-Wettbewerbe an den Start ging. Mit seinem Partner Tsoi Ngai Won belegte er im Kajak über die 500 Meter sowohl im Vorlauf als auch im Hoffnungslauf den letzten Platz. Das gleiche Ergebnis sprang im Viererkajak über 1000 Meter an der Seite von Cheung Chak Chuen, Ng Hin Wan und Ng Tsuen Man heraus.
Bei den Olympischen Spielen 1988 in Seoul versuchte sich Tang im Einerkajak. Im 500-Meter-Rennen kam er zwar wie im Vorlauf auch im Hoffnungslauf als Letzter ins Ziel, profitierte dort aber von der Disqualifikation des Portugiesen José Garcia. Dadurch erreichte er das Halbfinale, in dem er als Fünfter und damit Letzter seines Laufs sowie Zeitschwächster aller elf Halbfinalisten chancenlos war.